# Olympia (Frankrijk)
Olympia is een historisch Frans merk dat vanaf 1949 een gemotoriseerde fiets met een hulpmotor boven het voorwiel maakte. 
Van 1951 tot 1954 kwamen daar ook bromfietsen bij. Olympia gebruikte hierbij eigen motoren.
- Ook de lichte motorfietsen van het merk Borghi werden onder de naam "Olympia" verkocht.